# Ґрандж-одяг
Грандж — стиль одягу, що з'явився в середині 1980-х років в Сіетлі разом з однойменним музичним напрямом, та набув популярності на початку 1990-х.

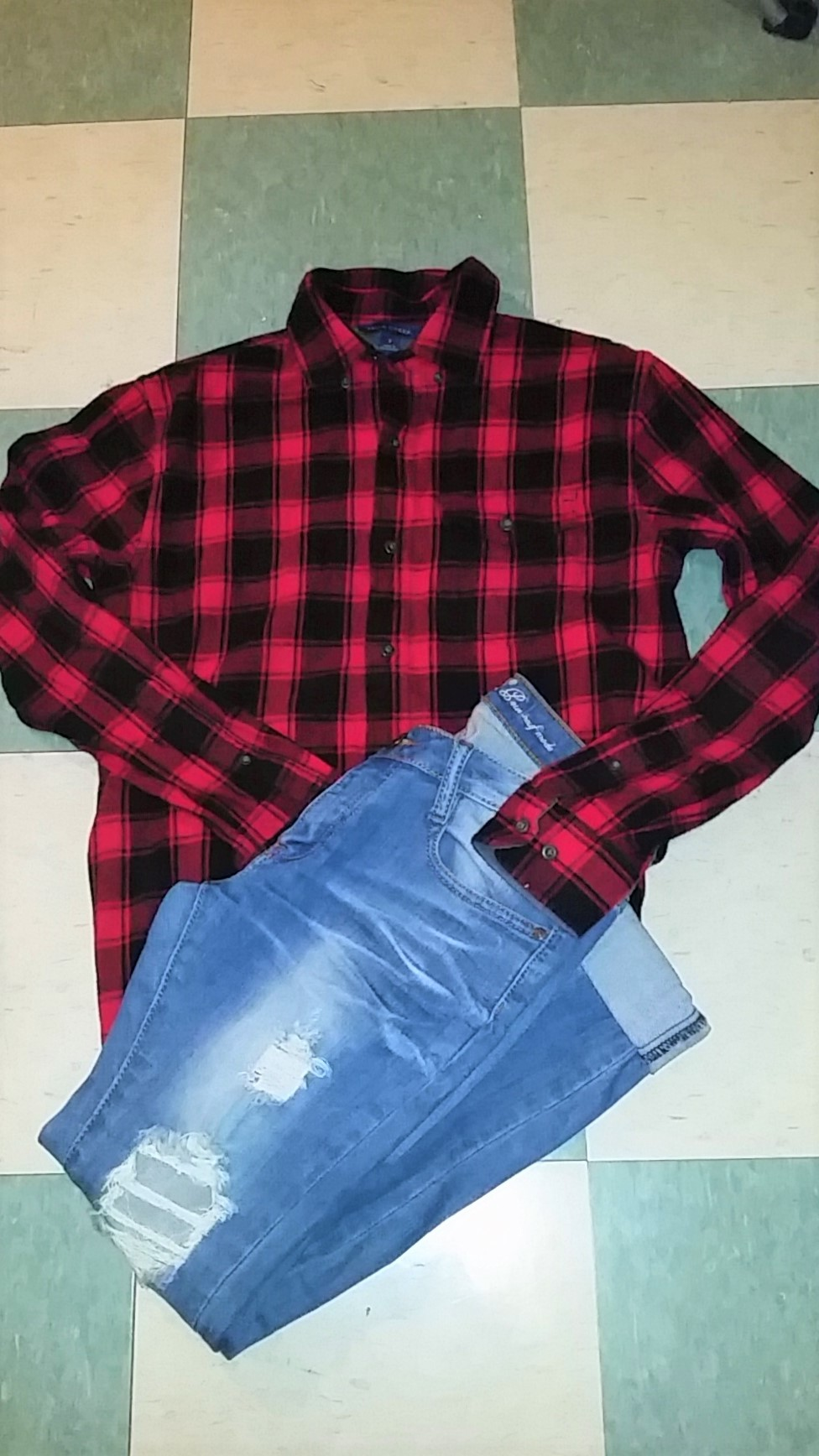
Грандж-одяг 1990-х

«Іконою» гранджового стилю вважається Курт Кобейн, фронтмен рок-гурту Nirvana, що став відомим в 1991 році. Сіетлський колектив грав важку та депресивну музику, яка зображала реалії Північного Заходу США того часу. Сіетл був депресивним регіоном, економічно нестабільним, тому багато місцевих музикантів носили старий одяг. Сам Кобейн не був винятком і навіть ставши справжньою рок-зіркою продовжував носити потерті джинси та заношені светри. Цей зовнішній вигляд став асоціюватись із «саундом Сіетлу», і символами гранджу стали фланелеві сорочки, черевики Dr. Martens або кеди Converse, рвані джинси та куртки-піджаки — на відміну від музичного «попередника», глем-металу, із його яскравими та багатими образами 1980-х.
Небагаті шанувальники андеграундної музики одягались відповідним чином, тому прийняли «Нірвану» та інші сіетлські колективи за своїх. Проте згодом цей стиль вийшов за межі вузької та географічно обмеженої субкультури. В 1992 році з'явилась лірична комедія Кемерона Кроу «Одинаки», яка популяризувала стиль сіетлських музикантів. Одягатись на блошиних ринках та в секонд-хендах стало «модно» навіть для забезпечених людей.
В 1993 році дизайнер Марк Джейкобс створив першу модну колекцію в стилі грандж для бренду Perry Ellis, яка зазнала нищівної критики через свою «антимодність». Мешканці Сіетлу також залишались незадоволеними тим, що їхній андеграундний стиль використовується у мейнстримі. Так, дружина Кобейна, рок-музикантка Кортні Лав спалила одяг, що отримала від Perry Ellis, а працівниця лейблу Sub Pop дивувалась, навіщо платити шалені гроші за дизайнерські речі, які можна придбати в найближчому секонд-хенді. Всупереч критиці, стиль набував популярності. В глянцевих журналах стали з'являтись модні фотографії як самого Кобейна, так і тогочасних супермоделей — Наомі Кемпбелл, Крістен Макменамі, Наді Ауерман в гранджових «луках». До зірок «високої моди» також долучилась маловідома на той час Кейт Мосс, яка зі своєю зовнішністю «звичайної дівчини» відповідала новому стилю.
Після смерті Курта Кобейна в 1994 році гранджова ейфорія стала спадати, як в музиці, так і в моді. Поодинокі елементи продовжували з'являтись в модних колекціях, проте вже не так масово. В повсякденному житті цей стиль продовжував існувати, втілюючись в темні, ношені та діряві речі, проте замість одягу з секонд-хенду перевага віддавалась якіснішим товарам.
Модне повернення гранджу відбулось майже через двадцять років. В колекції Еді Слімані для Yves Saint-Laurent восени 2013 року з'явились знайомі гранджові елементи в новому обличчі. Окрім класичних ознак гранджу, до нього додались нові елементи — золоті, срібні та більш яскраві речі — натхнені сучасною стилістикою лос-анджелеських рокерів. Слідом за YSL, «неогранджеві» колекції випустили Mark Jacobs, Givenchy, Jean Paul Gaultier та інші. Серед зірок, які відомі своєю прихильністю до гранджового стилю в одязі — Кара Делевінь, Скай Феррейра, Захарі Коул Сміт та Lorde.